# Минзи, Джевон
Джево́н Ми́нзи (англ. Jevaughn Minzie; род. 20 июля 1995, Кингстон, Ямайка) — ямайский легкоатлет, специализирующийся в спринтерском беге. Олимпийский чемпион 2016 года в эстафете 4×100 метров.

## Биография
Учился в школе Bog Walk High School и Университете Вест-Индии. Уже в 15 лет считался одним из самых перспективных и талантливых спринтеров Ямайки. Однако первое выступление Джевона на международном уровне обернулось курьёзом. На юношеских соревнованиях стран Карибского моря в 2011 году он бежал в финале на 200 метров. За 50 метров до финиша, уверенно лидируя, Джевон начал праздновать победу, повернулся к зрителям, а в это время по соседней дорожке его опередил представитель Тринидада и Тобаго Мейчел Седенио.
В 2012 году стал серебряным призёром в эстафете 4×100 метров на чемпионате мира среди юниоров, а спустя 2 года в составе команды Ямайки взял бронзу этих же соревнований. Сезон 2014 года оказался для Джевона судьбоносным. На своём заключительном чемпионате Ямайки среди школ он стал вторым в беге на 100 метров и выиграл 200-метровку. Эти успехи заметили в клубе Racers Track Club, после чего пригласили его тренироваться и выступать в их рядах. Тренером Минзи стал Глен Миллс, воспитавший нескольких олимпийских чемпионов.
2015 год у него не сложился из-за травмы, однако уже в следующем сезоне он ворвался в элиту ямайского спринта. На чемпионате страны занял третье место в беге на 100 метров с лучшим результатом в карьере 10,02. Поехал на Олимпийские игры в Рио-де-Жанейро, где выступил в эстафете 4×100 метров в забеге и помог сборной выйти в финал. Решающий забег прошёл без его участия. Ямайка выиграла золото, которое по регламенту получил и Джевон.

## Основные результаты
| Год  | Турнир                                  | Место проведения         | Дисциплина       | Место      | Результат |
| ---- | --------------------------------------- | ------------------------ | ---------------- | ---------- | --------- |
| 2012 | Чемпионат мира среди юниоров            | Барселона, Испания       | эстафета 4×100 м | 2-е        | 38,97     |
| 2013 | Панамериканский чемпионат среди юниоров | Медельин, Колумбия       | 100 м            | 5-е        | 10,51     |
| 2013 | Панамериканский чемпионат среди юниоров | Медельин, Колумбия       | 200 м            | 6-е        | 21,11     |
| 2013 | Панамериканский чемпионат среди юниоров | Медельин, Колумбия       | эстафета 4×100 м | 2-е        | 39,68     |
| 2014 | Чемпионат мира среди юниоров            | Юджин, США               | 100 м            | 7-е (1/2)  | 10,43     |
| 2014 | Чемпионат мира среди юниоров            | Юджин, США               | 200 м            | 10-е (1/2) | 20,77     |
| 2014 | Чемпионат мира среди юниоров            | Юджин, США               | эстафета 4×100 м | 3-е        | 39,12     |
| 2016 | Олимпийские игры                        | Рио-де-Жанейро, Бразилия | эстафета 4×100 м | 5-е (заб.) | 37,94     |